# Giuseppe Zibetti
Giuseppe Zibetti (Caravaggio, 17 gennaio 1920 – 15 maggio 2008) è stato un calciatore e allenatore di calcio italiano, di ruolo portiere.

## Carriera

### Giocatore
Dopo gli esordi nel Caravaggio, nel 1938 passa all'Atalanta con cui debutta in Serie A l'8 dicembre 1940 nel pareggio per 1-1 sul campo della Fiorentina. A fine stagione, tuttavia, non viene riconfermato dagli orobici, e riparte dalla Serie C con il Lecco. Nella squadra bluceleste rimane per sette anni, fino al 1948, disputando tra gli altri il campionato di Serie B 1946-1947 concluso con la retrocessione dei lombardi.

Zibetti (primo in piedi da sinistra) in una formazione della Lazio 1954-1955

Dopo un biennio nel Crema in Serie C, torna a militare tra i cadetti nel 1950 con il Brescia. Disputa quattro campionati con le Rondinelle, marcando diverse lunghe strisce di imbattibilità: la migliore (677 minuti) risale al periodo marzo-aprile 1952. Nel 1954, a distanza di 14 anni dalla precedente apparizione, torna a militare in Serie A con la Lazio, chiamato a raccogliere l'eredità di Lucidio Sentimenti. Inizialmente riserva di Aldo De Fazio, guadagna in seguito il posto da titolare totalizzando 18 presenze in campionato. Nonostante le prestazioni positive e la promessa del rinnovo del contratto, non viene riconfermato, anche a causa del concomitante ingaggio di Bob Lovati. Dopo un'ultima stagione al Lecco, di nuovo in Serie C, chiude la carriera nelle serie inferiori, con il Cuneo e il Palazzolo, in IV Serie, e per alcuni mesi gioca nel Fiorenzuola, nel Campionato Dilettanti 1958-1959.
In carriera ha totalizzato complessivamente 22 presenze in Serie A e 160 in Serie B.

### Allenatore
Terminata la carriera agonistica, guida il Desenzano e la Trevigliese per un biennio in Serie C dal 1966 al 1968. In seguito allena il Pavia per due anni in Serie D, il San Secondo, il Melzo e il Crema.

## Statistiche

### Presenze e reti nei club
| Stagione        | Club            | Campionato             | Campionato | Campionato |
| Stagione        | Club            | Comp                   | Pres       | Reti       |
| --------------- | --------------- | ---------------------- | ---------- | ---------- |
| 1940-1941       | Atalanta        | A                      | 4          | -7         |
| 1941-1942       | Lecco           | C                      | 30         | -?         |
| 1942-1943       | Lecco           | C                      | 25         | -?         |
| 1943-1944       | Lecco           | Torneo Misto Lombardo  | ?          | -?         |
| 1944-1945       | Lecco           | Tor. Benefico Lombardo | ?          | -?         |
| 1945-1946       | Lecco           | B-C                    | 21         | -?         |
| 1946-1947       | Lecco           | B                      | 33         | -?         |
| 1947-1948       | Lecco           | C                      | ?          | -?         |
| 1948-1949       | Crema           | C                      | 32         | -?         |
| 1949-1950       | Crema           | C                      | 42         | -?         |
| 1950-1951       | Brescia         | B                      | 38         | -46        |
| 1951-1952       | Brescia         | B                      | 38         | -24        |
| 1952-1953       | Brescia         | B                      | 34         | -28        |
| 1953-1954       | Brescia         | B                      | 18         | -19        |
| 1954-1955       | Lazio           | A                      | 18         | -27        |
| 1955-1956       | Lecco           | C                      | 21         | -?         |
| 1956-1957       | Cuneo           | IV Serie               | 29         | -?         |
| 1957-1958       | Pro Palazzolo   | Interregionale         | 5          | -?         |
| mar.-giu. 1959  | Fiorenzuola     | Campionato Dilettanti  | 9          | -6         |
| Totale carriera | Totale carriera |                        | 397+       | -?         |

## Palmarès

### Club

#### Competizioni nazionali
- Serie B: 1

Atalanta: 1939-1940
- Serie C: 1

Lecco: 1942-1943